# Bleu-bleu-bleu
『bleu-bleu-bleu』（ブルーブルーブルー）は、Hysteric Blueの3枚目のアルバム。

## 収録曲
全編曲／佐久間正英 & Hysteric Blue
1. Fake Five
作詞・作曲／たくや
2. September
作詞・作曲／たくや
3. グロウアップ
作詞・作曲／たくや
8thシングル
4. 好奇心
作詞・作曲／たくや
5. 白い花
作詞／Tama
作曲／たくや
6. Fairy
作詞／Tama
作曲／たくや
7. 2 SIDE
作詞・作曲／たくや
8. Mother
作詞／Tama、作曲／ナオキ
9. あした
作詞／みんな、作曲／たくや
10. だいすき
作詞／たくや、作曲／ナオキ
9thシングル
11. 夢の途中
作詞・作曲／たくや